# Martin Schaudt
Martin Schaudt (né le 7 décembre 1958) est un cavalier allemand
ayant participé à plusieurs éditions des Jeux olympiques (1996, 2004). Il y a remporté à deux reprises une médaille d'or dans les épreuves de dressage par équipe.

## Palmarès

### Jeux olympiques
- Jeux olympiques de 1996 à Atlanta,  États-Unis
  -  Médaille d'or en dressage par équipe

- Jeux olympiques de 2004 à Athènes,  Grèce
  -  Médaille d'or en dressage par équipe